# Phalaris amethystina
Phalaris amethystina là một loài thực vật có hoa trong họ Hòa thảo. Loài này được Trin. miêu tả khoa học đầu tiên năm 1840.